# Denver City
Denver City es un pueblo ubicado en el condado de Yoakum en el estado estadounidense de Texas. En el Censo de 2010 tenía una población de 4.479 habitantes y una densidad poblacional de 690,64 personas por km².

## Geografía
Denver City se encuentra ubicado en las coordenadas 32°58′5″N 102°49′55″O / 32.96806, -102.83194. Según la Oficina del Censo de los Estados Unidos, Denver City tiene una superficie total de 6.49 km², de la cual 6.49 km² corresponden a tierra firme y (0%) 0 km² es agua.

## Demografía
Según el censo de 2010, había 4.479 personas residiendo en Denver City. La densidad de población era de 690,64 hab./km². De los 4.479 habitantes, Denver City estaba compuesto por el 70.53% blancos, el 1.32% eran afroamericanos, el 0.96% eran amerindios, el 0.6% eran asiáticos, el 0.02% eran isleños del Pacífico, el 24.02% eran de otras razas y el 2.55% pertenecían a dos o más razas. Del total de la población el 63.32% eran hispanos o latinos de cualquier raza.